# Fares Fares
Fares Fares (født 29. april 1973) er en libanesisk-svensk skuespiller.

## Filmografi
| År   | Title                        | Rolle                  | Noter                                                          |
| ---- | ---------------------------- | ---------------------- | -------------------------------------------------------------- |
| 2000 | Före stormen                 | Gidseltager            |                                                                |
| 2000 | Jalla! Jalla!                | Roro                   |                                                                |
| 2001 | Days Like This               | Michel                 |                                                                |
| 2003 | Kopps                        | Jacob                  | Peñíscola Comedy Film Festival Best Actor Award                |
| 2004 | I'm Your Man                 | Omar                   | Kortfilm                                                       |
| 2004 | Dag och natt                 | Kristian               | Chicago International Film Festival Best Ensemble Acting Award |
| 2004 | Chlorox, Ammonium and Coffee | Jesus                  |                                                                |
| 2004 | Fakiren fra Bilbao           | Frank Flambert         |                                                                |
| 2005 | Zozo                         | Kyllingen (stemme)     |                                                                |
| 2005 | Bang Bang Orangutang         | Patrik                 |                                                                |
| 2006 | Kill Your Darlings           | Omar                   |                                                                |
| 2006 | 7 miljonärer                 | Kristoffer El-Zeid     |                                                                |
| 2007 | Leende guldbruna ögon        | Roshan                 | tv-miniserie                                                   |
| 2008 | For a Moment, Freedom        | Manu                   |                                                                |
| 2008 | Maria Wern – Främmande fågel | Jonathan Sauma         | tv-serie                                                       |
| 2008 | The Fur                      | Richardt               | Kortfilm                                                       |
| 2009 | Metropia                     | Firaz Sanoman (stemme) |                                                                |
| 2010 | Easy Money                   | Mahmoud                |                                                                |
| 2012 | Sleepwalking in the Rift     |                        | Short film                                                     |
| 2012 | Safe House                   | Vargas                 |                                                                |
| 2012 | Easy Money II                | Mahmoud                | Nominated – Guldbagge Award for Best Supporting Actor          |
| 2012 | Zero Dark Thirty             | Hakim                  |                                                                |
| 2013 | Kvinden i buret              | Assad                  | 1. film i 'Afdeling Q'-serien                                  |
| 2014 | Tyrant                       | Fauzi Nadal            | TV series                                                      |
| 2014 | Child 44                     |                        | Filming                                                        |
| 2014 | Fasandræberne                | Assad                  | 2. film i 'Afdeling Q'-serien                                  |
| 2016 | Flaskepost fra P             | Assad                  | 3. film i 'Afdeling Q'-serien                                  |
| 2016 | Rogue One: A Star Wars Story | Senator Vaspar         |                                                                |
| 2017 | The Nile Hilton Incident     | Noredin                |                                                                |
| 2018 | Westworld                    | Antoine Costa          | TV serie (3 episoder)                                          |
| 2018 | Journal 64                   | Assad                  | 4. film i 'Afdeling Q'-serien                                  |
| 2019 | Chernobyl                    | Bacho                  | TV-miniserie                                                   |